# Élection présidentielle ouest-allemande de 1974
L’élection présidentielle ouest-allemande de 1974 (en allemand : Wahl des deutschen Bundespräsidenten 1974), sixième élection présidentielle de la République fédérale d'Allemagne, se tient le 15 mai 1974, afin d'élire le président fédéral pour un mandat de cinq ans au suffrage indirect.
Le président sortant Gustav Heinemann, en fonction depuis cinq ans, est rééligible mais choisit de ne pas se représenter. Le vice-chancelier Walter Scheel, membre du Parti libéral et soutenu par le Parti social-démocrate, l'emporte dès le premier tour de scrutin face au candidat des Unions chrétiennes Richard von Weizsäcker.

## Contexte
Lors d'une intervention prononcée le 14 novembre 1973, le président fédéral Gustav Heinemann annonce qu'il n'a pas l'intention de se représenter à l'issue de son unique mandat. Justifiant sa décision par son âge de 75 ans à la fin du quinquennat, il rompt avec la tradition instaurée par les deux premiers titulaires du poste, Theodor Heuss et Heinrich Lübke, restés dix ans à la présidence.
Le 7 mai 1974, le chancelier fédéral Willy Brandt, au pouvoir depuis cinq ans, annonce sa démission après la révélation de la présence parmi ses proches conseillers d'un espion est-allemand, Günter Guillaume. Le vice-chancelier Walter Scheel, candidat à l'élection présidentielle, assume l'intérim de la direction du gouvernement fédéral en attendant l'investiture d'Helmut Schmidt, successeur désigné de Willy Brandt, par le Bundestag.

## Mode de scrutin
Le président fédéral (en allemand : Bundespräsident) est le chef de l'État de la République fédérale d'Allemagne.
Il est élu pour un mandat de cinq ans renouvelable une fois consécutivement par l'Assemblée fédérale (Bundesversammlung). Elle se compose de l'ensemble des députés du Bundestag et d'un nombre égal de délégués des Länder élus par leurs assemblées parlementaires.
L'élection est acquise si un candidat remporte un nombre de voix équivalent à la majorité absolue des membres de l'Assemblée. Si aucun postulant n'a obtenu un tel résultat après deux tours de scrutin, un troisième tour est organisé où la majorité simple des voix est suffisante pour l'emporter.

### Composition de l'Assemblée fédérale
L'Assemblée fédérale se réunit à la salle Beethoven de Bonn, sous la présidence d'Annemarie Renger, présidente du Bundestag.
|                             |     |     |     |     |       |
| Land                        | SPD | FDP | CDU | CSU | Total |
| Land                        |     |     |     |     | Total |
| Bade-Wurtemberg             | 28  | 6   | 40  | 40  | 74    |
| Bavière                     | 31  | 4   | 56  | 56  | 91    |
| Berlin                      | 9   | 1   | 7   | 7   | 17    |
| Brême                       | 4   | 0   | 2   | 2   | 6     |
| Hambourg                    | 7   | 1   | 7   | 7   | 15    |
| Hesse                       | 22  | 4   | 20  | 20  | 46    |
| Basse-Saxe                  | 31  | 0   | 31  | 31  | 62    |
| Rhénanie-du-Nord-Westphalie | 68  | 5   | 70  | 70  | 143   |
| Rhénanie-Palatinat          | 13  | 2   | 17  | 17  | 32    |
| Sarre                       | 5   | 0   | 5   | 5   | 10    |
| Schleswig-Holstein          | 10  | 0   | 12  | 12  | 22    |
| Délégués                    | 228 | 23  | 211 | 56  | 518   |
| Bundestag                   | 242 | 42  | 186 | 48  | 518   |
| Total                       | 470 | 65  | 397 | 104 | 1036  |

## Candidats
| Candidat | Candidat | Candidat               | Candidat | Parti                                        | Fonction |
| -------- | -------- | ---------------------- | -------- | -------------------------------------------- | --- |
|          |          | Walter Scheel          | 54 ans   | Parti libéral-démocrate (FDP)                | Député fédéral de Rhénanie-du-Nord-Westphalie Vice-chancelier Ministre fédéral des Affaires étrangères Président fédéral du FDP |
|          |          | Richard von Weizsäcker | 54 ans   | Union chrétienne-démocrate d'Allemagne (CDU) | Député fédéral de Rhénanie-Palatinat                                                                                            |

## Résultats
| Candidat                 | Candidat                 | Parti                    | 1er tour | 1er tour |
| Candidat                 | Candidat                 | Parti                    | Voix     | %        |
| ------------------------ | ------------------------ | ------------------------ | -------- | -------- |
|                          | Walter Scheel            | FDP                      | 530      | 51,16    |
|                          | Richard von Weizsäcker   | CDU/CSU                  | 498      | 48,07    |
|                          |                          |                          |          |          |
| Majorité requise         | Majorité requise         | Majorité requise         | 519 voix | 519 voix |
|                          |                          |                          |          |          |
| Suffrages exprimés       | Suffrages exprimés       | Suffrages exprimés       | 1 028    | 100      |
| Votes blancs et nuls     | Votes blancs et nuls     | Votes blancs et nuls     | 0        | 0        |
| Total                    | Total                    | Total                    | 1 028    | 100      |
| Abstentions              | Abstentions              | Abstentions              | 5        | 0,48     |
| Absents                  | Absents                  | Absents                  | 3        | 0,29     |
| Inscrits / participation | Inscrits / participation | Inscrits / participation | 1 036    | 99,23    |